# Edwin Young
Edwin „Win“ Frank Young (* 29. September 1947 in Phoenix, Arizona; † 22. Juni 2006 in Tucson, Arizona) war ein Wasserspringer aus den Vereinigten Staaten. Er gewann bei den Olympischen Spielen 1968 die Bronzemedaille im Turmspringen und war 1967 Sieger bei den Panamerikanischen Spielen.

## Karriere
Der 1,75 Meter große Edwin Young studierte an der Indiana University Bloomington und sprang für den Bloomington Swim Club. Bei den Meisterschaften der National Collegiate Athletic Association (NCAA) war er von 1967 bis 1969 dreimal Zweiter vom Drei-Meter-Brett sowie 1967 Dritter und 1969 Zweiter vom Ein-Meter-Brett. 1968 und 1969 war die Mannschaft von der Indiana University Mannschaftsmeister der NCAA.
Bei den Panamerikanischen Spielen 1967 in Winnipeg siegte Young vom 10-Meter-Turm vor Luis Niño de Rivera aus Mexiko. Im Jahr darauf gewann bei den Olympischen Spielen in Mexiko-Stadt der Italiener Klaus Dibiasi deutlich vor drei Springern die nahezu gleichauf lagen. Silber erhielt der Mexikaner Álvaro Gaxiola vor Edwin Young und Keith Russell aus den Vereinigten Staaten.
Nach seiner Karriere arbeitete Edwin Young als Wassersprungtrainer an der University of Arizona.